# Adam Doliwa (fizyk)
Adam Doliwa (ur. 28 lutego 1965 w Ełku) – polski fizyk matematyczny, profesor nauk matematycznych, profesor Uniwersytetu Warmińsko-Mazurskiego w Olsztynie.

## Życiorys
Absolwent I Liceum Ogólnokształcącego im. Wojciecha Kętrzyńskiego w Kętrzynie. W 1988 ukończył fizykę na Uniwersytecie Warszawskim. Doktoryzował się w 1995 na UW na podstawie dysertacji: Metody geometrii solitonów w teorii odwzorowań harmonicznych, której promotorem był dr hab. Antoni Sym. Stopień doktora habilitowanego uzyskał w 2002 na UW w oparciu o pracę pt. Całkowalna geometria dyskretna. Tytuł profesora nauk matematycznych otrzymał 7 sierpnia 2012.
W latach 1988–2002 był zatrudniony w Instytucie Fizyki Teoretycznej na Wydziale Fizyki Uniwersytetu Warszawskiego, w tym od 1998 na stanowisku adiunkta. W 2002 rozpoczął pracę na Uniwersytecie Warmińsko-Mazurskim w Olsztynie, na którym doszedł do stanowiska profesora. Na UWM był prodziekanem (2005–2012) i dziekanem (2020–2024) Wydziału Matematyki i Informatyki, objął także kierownictwo Katedry Matematyki Dyskretnej i Teoretycznych Podstaw Informatyki.
Specjalizuje się w fizyce matematycznej. Opublikował ponad 60 prac, jest m.in. współautorem hasła Integrable Systems and Discrete Geometry w „Encyclopedia of Mathematical Physics” (2006). Laureat Nagrody Naukowej im. Wacława Sierpińskiego Wydziału III PAN (2003). Członek Polskiego Towarzystwa Matematycznego.
Żonaty z Urszulą Doliwą, profesorem uczelni na UWM, specjalistką w zakresie komunikacji społecznej i mediów; ma córkę Joannę i syna Jana.